# Zatrephes flavipuncta
Zatrephes flavipuncta är en fjärilsart som beskrevs av Rothschild 1909. Zatrephes flavipuncta ingår i släktet Zatrephes och familjen björnspinnare. Inga underarter finns listade i Catalogue of Life.